# All Lovers
《All Lovers》는 GARNET CROW의 첫 번째 콘셉트 음반이다. 

## 해설
2010년 8월 4일에 발매되었다. 실질적으로 같은 해 2월에 발매된 2번째 베스트 앨범 「THE BEST History of GARNET CROW at the crest...」을 이후 발매된 컨셉 앨범이다. 특전으로 같은 해 발매된 라이브 DVD 「GARNET CROW livescope 2010 ~THE BEST TOUR~」와 연동되고, 특전 응모권이 봉입되어 있다.
"소중한 사람들에게 주고 싶고, 들어 주었으면 하는 곡"의 테마로 기존에 발매된 싱글과 앨범에 수록된 곡 중 15개곡을 선택하였고, 신곡으로 하늘의 불꽃(空に花火)이 수록되어 있다. 그러나 같은 해 4월 14일에 발매된 싱글「Over Drive」의 수록곡들은 이번 앨범에서 제외되었다.
신곡 「하늘의 불꽃」(空に花火)은 일본 TBS 테레비 「소문의! 도쿄 매거진」의 엔딩 테마로 기용되었으며, 또 다른 곡인 「Mr.Holiday」는 2008년에 발매된 GARNET CROW의 6집 정규 앨범 「LOCKS」의 수록곡이지만, 이번 컨셉 앨범 발매 시 일본의「모리나가알로에 요구르트 공식 애니메이션」의 주제가로 기용되었다.
「THE BEST History of GARNET CROW at the crest...」와 같이, 앨범 자켓이나 가사 소책자에는 GARNET CROW 멤버들의 사진은 게재되어 있지 않고, 또 신곡의 프로모션 비디오의 제작 등은 없었지만, 8월 26일 후지와라 이쿠로가 프로듀스 하고, 도쿄 시티＊필하모닉 관현악단과 공동 출연으로 스페셜 라이브 「GARNET CROW Symphonic Concert 2010 ~All Lovers~」를 했다. 같은 해 12월 정규 8집 앨범 「Parallel universe」에는, 「하늘의 불꽃」(空に花火)은 이 라이브에서 가지고 온 것이고, 오케스트라＊편곡으로 수록된 것 외에, 정규 8집 앨범의 초회한정반 DVD에는 「하늘의 불꽃」(空に花火)의 라이브가 수록되어 있다.
실적면에서는, 오리콘 첫 진입이 16위로, 2004년 정규 4집 앨범 「I'm Waiting 4 You」이래 TOP 10 진입에 실패하였다.

### 수록곡
1. Mr.Holiday
  - 6집 정규앨범 LOCKS의 수록곡, 모리나가 요구르트 공식 애니메이션 주제가.
2. Love Lone Star
  - 27번째 싱글 [[유메노히토쓰|夢のひとつ]]의 커플링곡.「GOODBYE LONELY ~Bside Collection~」에도 수록되고 있다. 커플링곡에서는 처음으로 PV가 제작되었다.
3. やさしい雨 〜相思相愛ver.〜 (부드러운 비 ~서로 생각하고 사랑하는 버전~)
  - 16번째 싱글 [[기미오카자루하나오사카소|君を飾る花を咲かそう]]의 커플링곡.
4. 今日の君と明日を待つ (오늘의 그대와 내일을 기다려) 
  - 3집 정규앨범 [[Crystallize ~기미토이우히카리~|Crystallize～君という光～]]의 수록곡.
5. CANDY POP
  - 19번째 싱글 [[하레도케|晴れ時計]]의 커플링곡.
6. over blow
  - 20번째 싱글 [[라이·라이·야|籟・来・也]]의 커플링곡.
7. 幸福なペット (행복한 펫)
  - 10번째 싱글 [[유메미타아토데|夢みたあとで]]의 커플링곡.
8. Cried a little
  - 6번째 싱글 flying의 커플링곡.
9. U
  - 4집 정규앨범 I'm Waiting 4 You의 수록곡.
10. 春待つ花のように (봄을 기다리는 꽃과 같이) 
  - 5집 정규앨범 THE TWILIGHT VALLEY의 수록곡.
11. WEEKEND
  - 5집 정규앨범 THE TWILIGHT VALLEY의 수록곡.
12. wonder land
  - 1집 정규앨범 [[first soundscope ~미즈노나이하레타우미에~|first soundscope～水のない晴れた海へ～]]의 수록곡.
13. もう一度 笑って
  - 6집 정규앨범 LOCKS의 수록곡.
14. The frist cry
  - 6집 정규앨범 LOCKS의 수록곡.
15. 恋することしか出来ないみたいに 〜恋の蕾ver.〜 (사랑할 수 밖에 없는 것 같이 ~사랑의 생각ver.~)
  - 3집 정규앨범 [[Crystallize ~기미토이우히카리~|Crystallize～君という光～]]의 수록곡. 재편곡 버전.
16. 空に花火 (하늘의 불꽃)
  - 신곡. TBS테레비「소문의! 도쿄 매거진」의 엔딩테마.